# Bjarni Benediktsson (1970)
Bjarni Benediktsson (nascido em 26 de janeiro de 1970), conhecido como Bjarni Ben, é um político islandês que serviu como Primeiro-ministro da Islândia entre abril e dezembro de 2024, tendo anteriormente ocupado o cargo de janeiro a novembro de 2017. Ele tem sido líder do Partido da Independência desde 2009 e anteriormente serviu como Ministro das Finanças e Assuntos Econômicos de 2013 a 2017 e de 2017 a 2023 e como ministro dos Negócios Estrangeiros de 2023 a 2024, sob o governo de Katrín Jakobsdóttir.
É sobrinho de Bjarni Benediktsson (1908-1970), igualmente primeiro-ministro da Islândia, no período 1963-1970.